# Rotherham United FC
A Rotherham United Football Club (becenevén The Millers, azaz molnárok) egy angol labdarúgócsapat, melynek székhelye Rotherham városában, South Yorkshire-ben található. Klubszínei a piros és a fehér, hazai mezén is ez a színkombináció fedezhető fel. Hazai mérkőzéseit a 2012-ben megnyitott New York Stadionban játssza. Korábban a Millmoor volt az otthona, több mint egy évszázadon keresztül. A csapat jelenleg az Championship-ben, az angol labdarúgás második legmagasabb osztályában játszik.
A klub 1925-ben alapult, amikor a Rotherham County és a Rotherham Town egyesült, fennállása nagy részében a The Football League harmadosztályában szerepelt. A 2000-es évek elején a Championshipben, azaz a másodosztályban is kipróbálhatta magát.

## Klubtörténet
A klub gyökerei 1870-ig nyúlnak vissza, amikor a Thornhill Football Club (később Thornhill United) megalapult. Évekig a másik elődcsapat, az 1878-ban alapított Rotherham Town volt a város első számú csapata, hiszen három évet eltöltött a The Football League-ben, míg a Thornhill a Sheffield & Hallamshire League-ben szerepelt. 1896-ban azonban a Town anyagi nehézségei miatt kilépni kényszerült a The Football League-ből, majd csődbe is ment, végül 1899-ben alapították újra. A reaktivált csapat a Midland League-ben szerepelt, míg a Thornhill egyre jobb eredményeket produkált és Rotherham első számú klubjává lépett elő, 1905-ben pedig felvette a Rotherham County nevet. Néhány évig mindkét klub a Midland League-ben szerepelt, az 1911/12-es idényben például az első és második helyet foglalták el a tabellán. Két profi klub üzemeltetése azonban nem volt kifizetődő a város számára, ezért 1925 februárjában megkezdődtek a tárgyalások a két csapat egyesítéséről. Ez május elején történt meg, az így létrejött klub neve pedig Rotherham United lett.
Az új klub a The Football League harmadosztályának északi csoportjában kezdte meg szereplését, borostyánsárga-fekete mezben. A ma is használatban lévő piros-fehér színösszeállítás 1928-ban került használatba, de ez sem lendítette fel a csapat szerencséjét, többször is csak szavazás útján sikerült bennmaradnia a The Football League-ben. A második világháború után alaposan feljavult a United teljesítménye, 1947 és 1949 között háromszor is a második helyen végzett, 1951-ben pedig bajnok lett a Division Three North-ban, így feljutott a másodosztályba. 1955-ben a harmadik helyen végzett, ugyanannyi pontot szerezve, mint a bajnoki Birmingham City és a második helyezett Luton Town és csak rosszabb gólkülönbsége miatt nem jutott fel az első osztályba. Mindmáig ez a csapat legjobb bajnoki helyezése. A Rotherham 1968-ig maradt a másodosztályban, majd 1973-ban a harmadosztályból is kiesett és a Division Fourba került. 1975-ben bajnokként jutott vissza a Division Three-be, 1981-ben pedig onnan is bajnokként lépett tovább a másodosztályba.
A csapat gyengén kezdte az 1981/82-es szezont, de az 1982-es naptári év beköszöntével megfordult a szerencséje és csaknem harminc év elteltével ismét esélye volt arra, hogy feljusson az élvonalba. Ez volt az első olyan szezon, amikor a bajnoki győzelmekét kettő helyett három pont járt. A United végül négy ponttal maradt le a feljutásról és a hetedik helyen zárt.
Az 1990-es évek már nem voltak ilyen sikeresek a klub számára, mely ebben az időszakban főként a The Football League két legalsó osztálya között ingázott. 1991-ben kiesett a negyedosztályba, mindössze két évvel azután, hogy feljutott onnan. Mindössze egy szezon után sikerült visszajutnia a harmadosztályba, miután a harmadik helyen végzett. A következő öt évben sikerült megőriznie harmadosztálybeli tagságát, de egyik idényben sem volt a feljutásra esélyes csapatok között. 1996-ban a klub fennállása során először pályára léphetett a Wembleyben, a Shrewsbury Town ellen vívott Football League Trophy-döntő keretein belül. Nigel Jemson duplájának köszönhetően a Rotherham 2-1-re győzött, körülbelül 20 ezer szurkolója előtt.
1997-ben, miután a Rotherham kiesett a negyedosztályba, Ronnie Moore vette át a csapat irányítását. Első szezonjában a középmezőnyben végzett a United, a másodikban viszont sikerült kivívnia az osztályozós szereplést, ahol azonban az elődöntőben elbukott a klub a Leyton Orient ellen. Az 1999/00-es idény már nagyobb sikert hozott és a második hellyel sikerült kiharcolni az automatikus feljutást a harmadosztályba. A 2000/01-es szezon kezdete előtt az egyik legfőbb kiesőesélyesnek tartották a csapatot a szakértők, de meglepetésre a harmadosztályban is sikerült a második helyen végeznie, így két éven belül második feljutását ünnepelhette. A feljutást bebiztosító, Brentford elleni meccsre minden jegy elkelt a Millmoorban, a találkozót végül 2-1-re megnyerte a Rotherham. Ugyanebben az idényben a csapat kiejtette az FA Kupából az élvonalbeli Southamptont.
A klub négy szezonon keresztül maradt a másodosztályban, melyek közül a 2002/03-as volt a legsikeresebb. Ekkor a csapatnak jó esélye volt rá, hogy megszerezze a rájátszást érő helyek valamelyikét, de a szezon végén visszaesett a teljesítménye és végül csak a 15. helyen ért célba. Ilyen alacsony pozícióban egyszer sem állt a teljes évad során. A United aratott pár emlékezetes győzelmet ebben az időszakban, legyőzte például a Sheffield Wednesdayt a Hillsborough Stadionban és a West Ham Unitedet is. A következő idényben a 17. helyet szerezte meg és a Ligakupában sikerült 1-1-es döntetlent elérnie az Arsenal ellen a Highburyben. A 2004/05-ös szezon nagy részét a tabella alján töltötte a klub és végül ott is végzett, így kiesett.

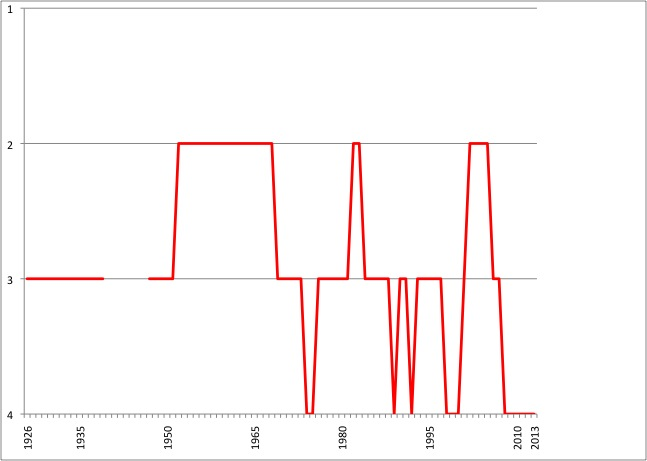
A csapat bajnoki eredményei 1926 és 2013 között

A 2005-ös kiesést követően Mick Harford lett a United menedzsere, de egy 17 meccsen át tartó nyeretlenségi sorozat után menesztette a vezetőség. Helyére az ificsapat addigi edzője, Alan Knill került. A 2006-os év elején bizonytalanná vált a klub jövője, mivel havonta 140 ezer fonttal növekedett az adóssága. A helyzet elkezdett egyre szorultabbá válni a csapat számára, amikor egy helyi üzletemberekből álló csoport felvásárolta, ezzel megmentve a csődtől. A 2005/06-os évad utolsó fordulójában a Milton Keynes Dons ellen játszott kiesési rangadót, mely 0-0-val végződött, ami elegendőnek bizonyult a bennmaradáshoz a harmadosztályban. Az anyagi nehézségek miatt a Rotherham tíz pontos levonással vágott neki a 2006/07-es szezonnak. Hamar ledolgozta a hátrányt, de a januári átigazolási időszakban két kulcsjátékos is távozott, Lee Williamson és Wills Hoskins személyében, ami után alaposan leromlott a csapat teljesítménye és hamarosan 13 pontra találta magát a bennmaradást érő 21. helytől. Alan Knillt 2007. március 1-jén elküldték a kispadról, Mark Robins lett a megbízott menedzser, majd április 6-án végleges szerződést kapott, de ő sem tudta megmenteni a Molnárokat a kieséstől.
A 2007/08-as idény nagy részében automatikus feljutást érő helyen állt a csapat, de 2008 márciusában ismét csődeljárás alá került, ami megint tíz pont levonással járt, ezzel megakadályozva a feljutást. A következő idényben vásárolta fel a klubot a helyi üzletember, Tony Stewart, aki a hitelezőkkel kötött egyezséggel elkerülte a csődöt, viszont mindez újabb 17 pont levonást eredményezett. Ugyanekkor a United kénytelen volt több mint száz év után elhagyni a Millmoort, mivel nem tudott megegyezni a bérlésről a stadion tulajdonosával. Ideiglenesen a sheffieldi Don Valley Stadionba tette át a székhelyét a klub. A nehézségek ellenére a csapat a Football League Trophyban és a Ligakupában is jól teljesített, előbbiben területi döntőig, utóbbiban pedig a nyolcaddöntőig jutott. A menetelés során olyan csapatokat győzött le, mint a Wolverhampton Wanderers, a Southampton, a Sheffield Wednesday, a Leeds United és a Leicester City. Mark Robins menedzsernek sikerült egyben tartania a keret nagy részét a 2009 nyarán és olyan jó képességű játékosokat igazolt, mint Nicky Law vagy a gólerős Adam le Fondre. A piros-fehérek erősen kezdtek a 2009/10-es szezonban, szeptemberben például az élen álltak, amikor Robins a szurkolók felháborodását kiváltva a rivális Barnsleyhoz szerződött. 2009. szeptember 25-én a korábbi menedzser, Ronnie Moore visszatért a Unitedhez, munkáját Jimmy Mullen segítette. Irányítása alatt a klub végül az ötödik helyen ért célba, így elindulhatott a rájátszásban. Ott története során először sikerült a döntőbe jutnia, így először léphetett pályára az új Wembley Stadionban. A Dagenham & Redbridge elleni fináléban 3-2-es vereséget szenvedett, ezzel elszalasztva a feljutás lehetőségét.
2011. március 22-én Moore és Mullen közös megegyezés alapján távoztak, miután a csapat sorozatban öt meccsen képtelen volt nyerni, ráadásul a rivális Chestersieldtől is elszenvedett egy súlyos, 5-0-s vereséget. Andy Liddell ült le a kispadra megbízott menedzserként, aki egy meggyőző, 6-0-s győzelemmel kezdett a későbbi kieső Lincoln City ellen. Bár Tony Stewart korábban azt mondta, hogy Liddell legalább a szezon végéig a csapat menedzsere lett, egy sor gyenge eredmény után mégis menesztette és Andy Scottot nevezte ki helyette. 2011 nyarán Scott 13 játékos elküldött a klubtól, köztük meghatározó labdarúgókat is. Helyükre neves játékosok érkeztek, akik már magasabb osztályokban is kipróbálhatták magukat, például Danny Schofield, Michael Raynes, Ben Pringle és Lewis Grabban. Az újjászervezett csapat jól kezdte a 2011/12-es szezont, de visszaesett a teljesítménye és 2012. március 19-én, egy Oxford United elleni vereség után a vezetőség kirúgta Andy Scottot. A megüresedett kispadra negyvennél is több menedzser adta be a jelentkezését, köztük első- és másodosztályú tapasztalattal rendelkezők is. Stewart végül Steve Evans mellett döntött, aki április 9-én nevezett ki. Vezetése alatt a Rotherham a szezon utolsó kilenc meccséből ötöt megnyert, de így is öt ponttal lemaradt a rájátszásban való indulásról.
A 2012/13-as idényben a United beköltözött új stadionjába, a New York Stadionba. Bár a csapat formája az egész szezon során változékony volt, utolsó öt meccsét kivétel nélkül megnyerte, amivel megszerezte a második helyet és feljutott a League One-ba.

## Stadion

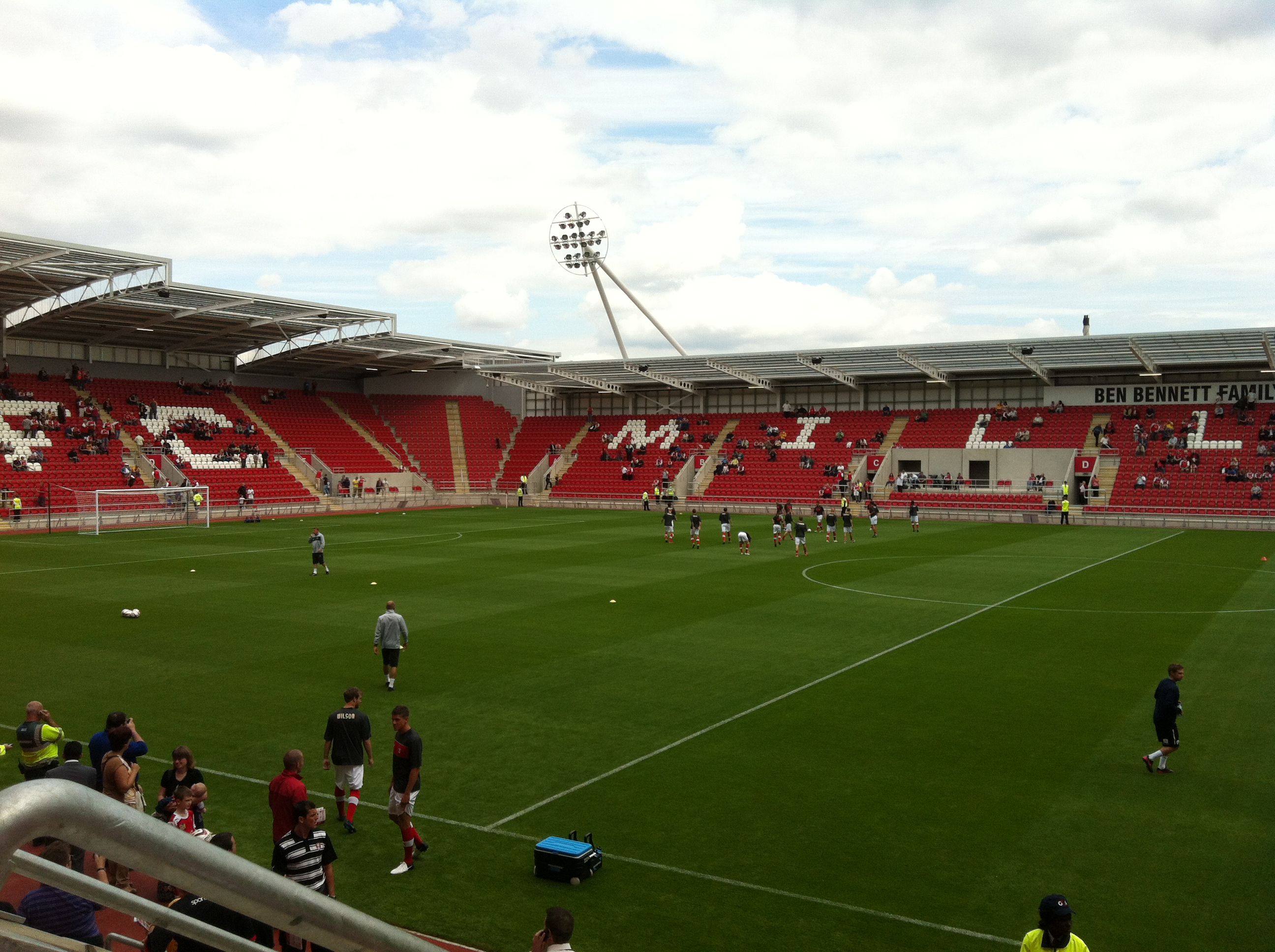
A New York Stadion belülről

A csapat első stadionja az 1907-ben épült Millmoor volt, melyet már az elődcsapatok is használtak. Egészen 2008-ig maradt itt a csapat. A pálya egyik hosszanti oldalán található a Main Stand, a főlelátó, mely jelenleg is félkész állapotban van. A tervek szerint a lelátó felújítása a 2006/07-es szezonban fejeződött volna be és 4500 férőhelyes lett volna, de erre nem került sor, a munkálatok végül teljesen félbeszakadtak a 2008-as kiköltözéssel. A főlelátóval szemben áll a Millmoor Lane Stand, melyen kizárólag ülőhelyek találhatóak és a középső része fedett. A kapuk mögötti lelátók korábban kizárólag állóhelyeket kínáltak a szurkolóknak, de azóta ezek is ülőhelyesekké váltak. A kettő közül szemmel láthatóan a Tivoli End a nagyobb, mely a hazai drukkerek számára volt fenntartva. A pályához tartozó reflektorok oszlopai Anglia legmagasabbjai közé tartoznak, körülbelül 38 méteres magasságukkal. Miután a United vezetői és a stadion tulajdonosai nem tudtak megegyezni a bérleti díjról, a klub 2008-ban kénytelen volt a sheffieldi Don Valley Stadionba költözni.
A csapat négy szezonon keresztül, a 2008/09-estől a 2011/12-es szezon végéig maradt Sheffieldben, amíg Rotherhamben fel nem épült az új stadionja.
2010 januárjában jelentette be a klub, hogy új stadion építésébe kezd a korábbi Guest and Chrimes Foundry nevű öntöde helyén, Rotherham városközpontjában. Az előkészületek és a használaton kívüli öntöde lebontása februárban kezdődött meg, az építkezés pedig 2011 júniusában vette kezdetét. Az első mérkőzésre 2012. július 21-én került sor, a Barnsley ellen. A találkozót a hazaiak nyerték 2-1-re, de a stadion első gólját a vendégek játékosa, Jacob Mellis szerezte. David Noble volt az első Rotherham-játékos, aki betalált az új létesítményben The New York Stadium made its league debut on 18 August 2012, in which Rotherham beat Burton Albion 3–0. A New York Stadion első tétmeccsére 2012. augusztus 18-án, a Burton Albion ellen került sor, melyet a United 3-0-ra megnyert. A stadion első, tétmeccsen esett gólja Daniel Nardiello nevéhez fűződik.

## A Chukle Brothers
A Chuckle Brothers humortársulat két tagját 2007-ben tiszteletbeli elnökké nevezte ki a Rotherham United vezetősége, a klubnak adott adományaik és egyéb áldozataik elismeréseképp.

## Játékosok

### Jelenlegi keret
2013. június 29. szerint
| #  |     | Poszt | Név                  |
| -- | --- | ----- | -------------------- |
| 1  | SCO | K     | Scott Shearer        |
| 3  | JAM | V     | Claude Davis         |
| 4  | ISL | KP    | Kári Árnason         |
| 5  | ENG | V     | Ian Sharps           |
| 6  | ENG | V     | Johnny Mullins (csk) |
| 7  | ENG | KP    | Lionel Ainsworth     |
| 9  | ENG | CS    | Alex Revell          |
| 10 | NIR | KP    | Michael O'Connor     |
| 14 | WAL | KP    | Mark Bradley         |
| 15 | ENG | KP    | Ben Pringle          |
| 16 | NGR | CS    | Kayode Odejayi       |
| 17 | WAL | CS    | Daniel Nardiello     |
| 19 | SCO | KP    | David Noble          |

| #  |     | Poszt | Név              |
| -- | --- | ----- | ---------------- |
| 20 | WAL | V     | Craig Morgan     |
| 22 | ENG | CS    | Kieran Agard     |
| 24 | ENG | KP    | Mitch Rose       |
| 26 | ENG | KP    | Danny Schofield  |
| 27 | IRL | KP    | Lee Frecklington |
| 30 | ENG | K     | Tony Thompson    |
| 32 | ENG | KP    | Nicky Walker     |
| 37 | ENG | V     | Joe Skarz        |
| –  | ENG | V     | Richard Brindley |
| –  | ENG | K     | Adam Collin      |
| –  | ENG | CS    | Danny Hylton     |
| –  | ENG | KP    | David Worrall    |

## Szakmai stáb

### Edzők
- Menedzser: Steve Evans
- Menedzserasszisztens: Paul Raynor
- Kapusedző: Andy Dibble
- Erőnléti edző: Paul Warne
- Fizikoterapeuta: Dennis Circuit

### Vezetőség
- Elnök: Tony Stewart[18]
- Alelnök: Richard Stewart
- Vezérigazgató: Paul Douglas
- Műveleti igazgató: Julie Hunt
- Kereskedelmi igazgató: Mark Hitchens
- Pénzügyi igazgató: Karen Thomas

### Korábbi menedzserek
| Név             | Időszak | Név                            | Időszak   |
| --------------- | ------- | ------------------------------ | --------- |
| Billy Heald     | 1925–29 | Norman Hunter                  | 1985–87   |
| Stan Davies     | 1929–30 | Dave Cusack                    | 1987–88   |
| Billy Heald     | 1930–33 | Billy McEwan                   | 1988–91   |
| Reg Freeman     | 1934–52 | Phil Henson                    | 1991–94   |
| Andy Smailes    | 1952–58 | Archie Gemmill & John McGovern | 1994–96   |
| Tom Johnston    | 1958–62 | Danny Bergara                  | 1996–97   |
| Danny Williams  | 1962–65 | Ronnie Moore                   | 1997–2005 |
| Jack Mansell    | 1965–67 | Mick Harford                   | 2005      |
| Tommy Docherty  | 1967–68 | Alan Knill                     | 2005–07   |
| Jim McAnearney  | 1968–73 | Mark Robins                    | 2007–09   |
| Jimmy McGuigan  | 1973–79 | Ronnie Moore                   | 2009–11   |
| Ian Porterfield | 1979–81 | Andy Scott                     | 2011–12   |
| Emlyn Hughes    | 1981–83 |                                |           |
| George Kerr     | 1983–85 |                                |           |

## Statisztikák

### Sikerek
- FA Kupa
  - Ötödik forduló: 1953, 1968
- Ligakupa
  - Ezüstérmes: 1961
- Football League Trophy
  - Győztes: 1996
- Division Four / Division Three / League Two (negyedosztály)
  - Bajnok: 1988/89
  - Második: 1991/92, 1999/00, 2012/13
- Division Three North (harmadosztály – észak)
  - Bajnok: 1950/51
  - Második: 1946/47, 1947/48, 1948/49
- Division Three / Division Two (harmadosztály)
  - Bajnok: 1980/81
  - Második: 2000/01
- Football League Third Division North Cup
  - Győztes: 1945/46

### Rekordok
- A legnagyobb bajnoki győzelem: 8-0, az Oldham Athletic ellen, 1947. május 26-án.
- A legnagyobb kupagyőzelem: 6-0, a Spennymoor United ellen, az FA Kupában, 1977. december 17-én; a Wolverhampton Wanderers ellen, az FA Kupában, 1985. november 16-án, valamint a King's Lynn ellen, szinténm az FA Kupában, 1997. december 6-án.
- A legnagyobb vereség: 1-11, a Bradford City ellen, 1928. augusztus 25-én.
- A legnagyobb nézőszám a Millmoorban: 25 170 fő, a Sheffield United ellen, 1952. december 13-án.
- A legnagyobb nézőszám a Don Valley Stadionban: 7082 fő, az Aldershot Town ellen, 2010. május 19-én.
- A legnagyobb nézőszám a New York Stadionban: 11 441 fő, a Burton Albion ellen, 2012. augusztus 18-án.
- Legtöbb bajnoki pont: 91 pont, a harmadosztályban, a 2000/01-es szezonban.
- Legtöbb bajnoki gól: 114 gól, a harmadosztály északi csoportjában, az 1946/47-es szezonban.
- A legtöbb bajnoki gólt szerző játékos: Gladstone Guest, 130 találattal, 1946 és 1956 között.
- Az egy meccs alatt a legtöbb gólt szerző játékos: Jack Shaw, 5 gól a Darlington ellen, 1950. november 25-én.
- A legtöbbszörös válogatott játékos: Shaun Goater, 18 válogatottsággal Bermuda színeiben.
- A legtöbbször pályára lépő játékos: Danny Williams, 621 mérkőzéssel, melyből 459 bajnoki.
- A legfiatalabban pályára lépő játékos: Kevin Eley, 16 évesen és 71 naposan, 1984. május 15-én.
- A legdrágábban leigazolt játékos: Lee Frecklington, 160 ezer fontért.
- A legdrágábban eladott játékos: Alan Lee, 850 ezer fontért, a Cardiff Citynek.
- A legnagyobb jegybevétel: 106 182 font, a Southampton ellen, 2002. január 16-án.

## Híres szurkolók
- Howard Webb, a Premier League és a 2010-es vb döntőjének játékvezetője Rotherham United szurkoló.[19]
- Chris Wolstenholme, a brit Muse együttes basszusgitárosa szintén Rotherham-drukker és többször előfordult már, hogy a csapat mezében lépett a színpadra.[20]
- Dean Andrews, az Élet a Marson és a Porrá leszünk című sorozatokban játszó színész gyermekkora óta a Molnároknak szurkol.[21]
- Jamie Oliver sztárszakács második kedvenc csapata a Rotherham, egy alkalommal el is látogatott a csapat egyik meccsére, annak mezét viselve,[22] a mérkőzés után pedig a stadionon kívül főzött a drukkereknek.

## Szponzorok
A csapat mezeit a Puma gyártja és a hazai, valamint az idegenbeli szereléseken is más-más szponzori feliratok találhatók. A hazai mez főszponzora a helyi bevásárlóközpont, a Parkgate Shopping, az idegenbelié pedig a Rotherham One Town One Community. A hazai mez hátulján Perrys Motor Sales autókereskedés logója látható, a második számúén pedig a Sports Identityé.